# Matthias Castrén
Matthias Castrén, född 29 maj 1764 i Pudasjärvi socken, död 15 maj 1845 i Kemi socken, var en finländsk präst. Han var son till Eric Castrén.
Castrén genomgick Uleåborgs skola och blev 1781 student vid Kungliga Akademien i Åbo, där han 1786 blev filosofie magister. Efeter prästvigning 1785 fick han en tjänst som pastorsadjunkt hos fadern i Kemi och utsågs 1789 till kyrkoherde där. 1791 blev han kontraktsprost i Kemi prosteri och Lappmarken. Han företog flera visitationsresor i de norra delarna av sitt kontrakt, där han bland annat försökte ordna samernas kristendomsundervisning och då konstaterade att läskunnigheten bland dessa var betydligt större än vad som tidigare uppgetts. Han bidrog även inom naturvetenskaperna genom att sända mineralier till apotekaren Johan Julins naturaliesaming och utgav i Finska hushållningssällskapets handlingar ett Calendarium florae et faunae från Kemi för åren 1793–1799 där han i tabellform ställde upp observationer av fåglar och växter. Han inskickade även en omfattande beskrivning av Kemi socken till Finska hushållningssällskapet, vilken dock aldrig kom att tryckas. Under sina visitationsresor gjorde han även insamlingar av historiska berättelser från de olika församlingarna i sitt prosteri. Han var ledamot av den så kallade finska deputationen till Sankt Petersburg 1808–1809. Åren 1811–1812 var han medlem av den ecklesiastika regleringskommissionen vid riksgränsen Sverige–Finland. Castrén var även ledamot av psalmbokskommittén 1815 och av handbokskommittén 1817.
Castrén blev teologie hedersdoktor 1817 och jubelmagister 1836.
Castrén gifte sig 1790 med Elsa Beata Elfving, som var dotter till kaplanen Jacob Elfving i Uleåborg och syster till hans fars änka.

## Utmärkelser
- Sankt Vladimirs orden, fjärde klassen,  9 februari 1809[2]
- Sankt Annas orden, andra klass,  24 april 1811[2]
- Sankt Annas orden, andra klass med kejsarkrona,  4 maj 1837[2]

[Redigera Wikidata]